# Piverone
Piverone és un comune (municipi) de la ciutat metropolitana de Torí, a la regió italiana del Piemont, situat a uns 50 quilòmetres al nord-est de Torí. A 1 de gener de 2019 la seva població era de 1.365 habitants.
Piverone limita amb els següents municipis: Palazzo Canavese, Zimone, Magnano, Albiano d'Ivrea, Azeglio i Viverone.